# Coussergues
Coussergues korábbi község Franciaország Okcitánia régiójában, Aveyron megyében. Lakosainak száma 254 fő (2018. január 1.). Coussergues Cruéjouls, Gaillac-d’Aveyron, Palmas, Pierrefiche, Vimenet és Palmas d’Aveyron községekkel határos.
2016. január 1-jén Palmas és Cruéjouls korábbi községgel egyesült és az így létrejött Palmas d’Aveyron új község része lett.

## Népesség
A település népessége az elmúlt években az alábbi módon változott:
| Lakosok száma | 281  | 268  | 210  | 207  | 201  | 229  | 263  | 283  | 254  | 254  |
|               | 1962 | 1968 | 1982 | 1990 | 1999 | 2008 | 2011 | 2013 | 2017 | 2018 |